# 萨尔泰阿诺
萨尔泰阿诺（義大利語：Sarteano），是意大利托斯卡纳大区锡耶纳省的一个市镇。总面积85.27平方公里，人口4861人，人口密度57.0人/平方公里（2009年）。ISTAT代码为052031。